# Mieczysław Czychowski
Mieczysław Czychowski (ur. 26 maja 1931 w Dzbeninie, zm. 23 stycznia 1996 w Gdyni) — polski poeta i artysta malarz, rysownik, rzeźbiarz związany z Gdańskiem oraz Dzbeninem.

## Życiorys
Urodził się 26 maja 1931 roku w Dzbeninie jako Józef Mieczysław Cychowski. W okresie II wojny światowej, przebywając w Dzbeninie wraz z rodzicami, młodszą siostrą Zofią obraz starszym bratem Czesławem, doświadczył wielu przeciwności losu. W 1944 roku nowo wybudowany dom Czychowskich, znajdujący się nieopodal brzegu Narwi, spalili Niemcy. 8 maja 1945 roku w wyniku wybuchu miny przyszły artysta stracił prawą dłoń z przedramieniem. Następnie w niewyjaśnionych okolicznościach został rozstrzelany jego ojciec, Stanisław, działacz ludowy, w chwili śmierci członek PPR, wcześniej w ZWZ i AK — prawdopodobnie ważna postać lokalnej konspiracji. Wiadomo, że ukrywał on wraz ze swoją żoną, Wiktorią, osoby poszukiwane przez okupanta. W czasie zebrań wraz z bratem i matką pełnił dyżury, ostrzegając w razie niebezpieczeństwa. Z bratem pełnił też rolę gońca i łącznika.
Po wojnie jego matka, Wiktoria z domu Romanik, wyszła za swojego szwagra, Wojciecha Cychowskiego. (Nazwiska braci różniły się; także poeta i malarz nosił nazwisko „Cychowski” jeszcze w latach 50. XX wieku — tak wg relacji jego siostry błędnie zapisał nazwisko „Czychowski” jako „Cychowski” organista w czasie chrztu).
Uczył się w gimnazjum w Ostrołęce. W 1950 roku zrezygnował z kontynuowania nauki w liceum w Ostrołęce i wyjechał z rodzinnej wsi do Gdyni, gdzie ukończył dwa lata później Państwowe Liceum Sztuk Plastycznych w Gdyni-Orłowie. Tam był m.in. przewodniczącym szkolnego koła Związku Młodzieży Polskiej. Od 1953 do połowy lat 60. pozostawał członkiem PZPR.
W 1958 roku został absolwentem Wydziału Malarstwa Sztalugowego w Państwowej Wyższej Szkole Sztuk Plastycznych w Sopocie, następnie w Gdańsku (obecnie Akademia Sztuk Pięknych w Gdańsku), w pracowni prof. Krystyny Łady-Studnickiej. Został przyjęty do Związku Polskich Artystów Plastyków.
W okresie studiów był przyjacielem i mentorem młodego Edwarda Stachury, cenionego później poety i prozaika, który w początkowym okresie swojej twórczości przebywał w Trójmieście. Stachura w jednym z listów nazwał Czychowskiego „mistrzem” oraz „leworękim <<Norwidem>>”.
W 1968 roku jako jeden z nielicznych literatów na Wybrzeżu podpisał wystąpienie pisarzy gdańskich popierające strajki studentów w tzw. wydarzeniach marcowych. W dokumencie związanym z tzw. Grudniem 1970 określono go jako „znanego z negatywnych, antypartyjnych wystąpień”. W sierpniu 1980 roku był obecny w Stoczni Gdańskiej im. Lenina, gdzie podpisał poparcie gdańskich literatów dla strajkujących robotników. Tuż po okresie stanu wojennego zdecydował się jednak na ponowne wstąpienie do Związku Literatów Polskich.
W latach 1972–1995 mieszkał wraz z rodziną w Gdańsku przy ul. Kartuskiej 81, następnie przez kilka miesięcy przebywał samotnie w przynależnym sobie mieszkaniu przy ul. Kręckiego 3 w Gdańsku-Oliwie, gdzie w 1989 roku został zamordowany najemca Zdzisław Augustyn Malinowski - poeta, malarz, grafik, autor tekstów piosenek. Sprawców zbrodni nigdy nie odnaleziono.
Mieczysław Czychowski przyjaźnił się szczególnie z malarzem z Ostrołęki Wiesławem (vel Bonifacym) Postaleńcem, poetą ostrołęckim Dionizym Maliszewskim, malarzem Stanisławem Skolimowskim (także ostrołęczaninem), grafikiem, malarzem oraz rzeźbiarzem Ryszardem Stryjcem, ceramikiem i malarzem gdańskim Bronisławem Tuskiem, prezesem Państwowego Ośrodka Maszynowego w Żukowie Stanisławem Zielińskim, poetą i profesorem Kazimierzem Nowosielskim oraz właścicielem NCE „Oświata-Lingwista” w Gdańsku Edwardem Grzegorzem Ostrowskim. Przyjaźnie te zawiązywał w różnych okresach swojego życia. Liczne były także znajomości lub przyjaźnie Czychowskiego z artystami trójmiejskimi, np. Stanisławem Gostkowskim.
W środowisku artystycznym i intelektualnym Trójmiasta był postacią powszechnie znaną, uchodził za mentora młodych poetów. Prowadził bujne życie towarzyskie i kontrowersyjny tryb egzystencji - to ze względu m.in. na nadmierne zamiłowanie do alkoholu.
Był dwukrotnie żonaty. W latach 50. zawarł ślub cywilny z Haliną z domu Urbaniak (rozwód w 1962 roku). Następnie od 1964 związany (ślub cywilny w latach 70.) z Wandą z domu Majewską, z którą miał troje dzieci - dwóch synów oraz córkę.
Zmarł 23 stycznia 1996 roku w szpitalu w Gdyni-Redłowie na nowotwór płuc (choroba postępowała z przerzutami do mózgu). Spoczywa na cmentarzu w Rzekuniu, w grobie rodzinnym.

## Twórczość
Od 1950 aż do śmierci Mieczysław Czychowski był związany z Trójmiastem, gdzie mieszkał i głównie publikował. W lokalnym środowisku poetów (zarówno swoich rówieśników, jak i twórców pokoleniowo młodszych) oraz dziennikarzy, jak również nielicznych w Gdańsku w czasach głębokiego PRL-u znawców literatury, był uznawany za artystę o wielu talentach, wszechstronnego malarza i zdolnego pisarza, którego możliwości pióra i pędzla wykraczały daleko poza lokalność.
Apogeum twórczości Czychowskiego, zarówno literackiej, jak i plastycznej, przypadło na lata 60. XX wieku. Wtedy to gdański artysta rodem z mazowieckiej wsi był z pewnością jednym z najważniejszych trójmiejskich poetów — jego pisarstwo było wyraźnie obecne we wszystkich zbiorowych antologiach twórczości liryków Wybrzeża, w poszerzonych antologiach powojennych poetów polskich, było także omawiane w rozmaitych recenzjach publikowanych na łamach prasy i w wydawnictwach zwartych, nieco późnej również w pracach naukowych badaczy związanych z Uniwersytetem Gdańskim.
Tworzył głównie portrety i pejzaże, zajmował się także okazjonalnie architekturą i plakatem. Był autorem wielu indywidualnych wystaw, lecz w środowisku bardziej ceniono go jako poetę, choć szczególnie jego prace wykonane w technice pasteli stanowią przykład twórczości stojącej na wysokim artystycznym poziomie.
Poezja Czychowskiego, który był rówieśnikiem poetów Pokolenia „Współczesności”, poza Trójmiastem najczęściej wpisywana była do tzw. kręgu „Orientacji Poetyckiej Hybrydy”. Utrzymywał też kontakty z przedstawicielami Grupy Literackiej „Narew”, działającymi w Ostrołęce.
Debiutem poetyckim Czychowskiego była publikacja socrealistycznego wiersza pt. „Ja dziś z Wami” w 1951 w „Głosie Wybrzeża”. Później publikował również w innych trójmiejskich pismach, takich jak „Kontrasty”, „Litery”, „Rejsy”, a także w prasie ogólnopolskiej: „Twórczości”, „Poezji”, „Współczesności” i innych. Pozostawał aktywny twórczo do końca życia.
Opublikowano sześć tomików poezji Czychowskiego, jako pierwszy Miejsca wydrążone w 1960 nakładem Wydawnictwa Morskiego.
Mieczysław Czychowski pozostawił obfitą korespondencję z matką Wiktorią, która została wydana drukiem po raz pierwszy w 2015 roku. Dzieło epistolograficzne poety i jego rodzicielki stanowi interesujący przykład relacji matki-chłopki z synem-inteligentem, szczególnie interesujący w kontekście tematyki awansu społecznego w PRL.
Listy Edwarda Stachury do Mieczysława Czychowskiego są obecnie przechowywane w Bibliotece Gdańskiej Polskiej Akademii Nauk. Zostały wydane drukiem po raz pierwszy w 2006 roku przez Dariusza Pachockiego, znawcę twórczości Stachury.
Czychowski ponadto trudnił się krytyką artystyczną. Szkice o twórczości plastycznej innych współczesnych sobie malarzy m.in. gdańskich publikował m.in. w „Literach”.
Spuścizna Mieczysława Czychowskiego znajduje się obecnie w kilku zbiorach prywatnych, jak również w archiwum Biblioteki Gdańskiej Polskiej Akademii Nauk oraz Muzeum Kultury Kurpiowskiej w Ostrołęce. Składa się na tysiące jednostek archiwalnych o najróżniejszym charakterze. Wiele prac plastycznych artysty znajduje się w Juszkowie, w zbiorze prywatnym.
Opiekunem spuścizny Czychowskiego w zbiorach PAN jest Krystyna Świerkosz.

## Dzieła
- Miejsca wydrążone, 1960
- Misterium na uboczu, 1966[2]
- Progresje, 1968[2]
- Zapisywanie trenu, 1971[2]
- Lasem, losem, zboczem życia (wybór wcześniejszych wierszy), 1974[2]
- Krwią lamowane, 1979[2]
- Wiersze wybrane, 1985[2]
- Pisane na szybie, 1988

## Odznaczenia
- Złoty Krzyż Zasługi (1975)[2][3]
- Odznaka „Zasłużony Działacz Kultury” (1975)[2][3]
- Odznaka honorowa „Zasłużonym Ziemi Gdańskiej”[1]

## Nagrody
- II nagroda w dziedzinie malarstwa na Festiwalu Młodej Plastyki w Warszawie (1953)[13]
- nagroda główna w Ogólnopolskim Konkursie Poetyckim o Laur Czerwonej Róży (1965)[6]
- „Order Stańczyka” miesięcznika „Litery” (dwukrotnie)[2][6]
- Nagroda „Pierścienia” za całokształt twórczości (1972)[2]
- nagrody Wojewody Gdańskiego (1975, 1994)[14]

## Upamiętnienie
W 2006 roku nadano jego imię Szkole Podstawowej w Dzbeninie, gdzie się urodził i mieszkał przez pierwszych 19 lat swojego życia.
Szczególnym popularyzatorem dzieł Czychowskiego jest prof. dr hab. Kazimierz Nowosielski, poeta oraz literaturoznawca związany z Uniwersytetem Gdańskim, autor wielu wypowiedzi krytycznych dotyczących twórczości literackiej i plastycznej Czychowskiego oraz organizator poświęconych mu konferencji naukowych.
Inną osobą, która szczególnie dba o pamięć o dorobku poetyckim Mieczysława Czychowskiego jest dr hab. Karol Samsel, ostrołęczanin, poeta i literaturoznawca związany z Uniwersytetem Warszawskim. Samsel jest także autorem wypowiedzi krytycznych dotyczących twórczości Czychowskiego, ponadto organizatorem spotkań jemu poświęconych w Muzeum Kultury Kurpiowskiej w Ostrołęce.
W 2014 roku w Gdańsku odbyła się projekcja filmu o Mieczysławie Czychowskim pt. „Komu skrzypce a komu futerał”, reż. Henryka Dobosz-Kinaszewska. W tym samym roku film został wyświetlony na kanale TVP Kultura.  
We wrześniu 2015 ukazało się obszerne opracowanie edytorskie dotyczące życia i twórczości Mieczysława Czychowskiego, pt. Poezja, malarstwo, korespondencja z matką. Przygotował je do druku, opracował, oraz opatrzył komentarzami i wstępem Piotr Smoliński (wyd. „Oświata-Lingwista”, Nadbałtyckie Centrum Edukacji). Książka ta prezentuje niemal cały dorobek artystyczny i epistolograficzny oraz biografię Czychowskiego. Publikacja powstawała od 2011 roku z inspiracji Stanisława Zielińskiego z Kartuz oraz prof. Stefana Chwina.
W 2016 roku wystawiono monodram poświęcony pamięci Mieczysława Czychowskiego, autorstwa Piotra Kotlarza (przyjaciela poety), w Gdańskim Towarzystwie Przyjaciół Sztuki. Opublikowany w 2021 w miesięczniku WOBEC.